# Alocobisium
Genre
Alocobisium est un genre de pseudoscorpions de la famille des Syarinidae.

## Distribution
Les espèces de ce genre se rencontrent en Asie et en Mélanésie.

## Liste des espèces
Selon Pseudoscorpions of the World (version 3.0) :
- Alocobisium himalaiense Beier, 1976
- Alocobisium malaccense Beier, 1952
- Alocobisium ocellatum Beier, 1978
- Alocobisium philippinense Beier, 1966
- Alocobisium rahmi Beier, 1976
- Alocobisium solomonense Morikawa, 1963

et décrite depuis :
- Alocobisium tibetense Hu & Zhang, 2013

## Publication originale
- Beier, 1952 : On some Pseudoscorpionidea from Malaya and Borneo. Bulletin of the Raffles Museum, vol. 24, p. 96-108 (texte intégral).